# Bonifacije I.
Bonifacije I. (Rim, ? - Rim, 26. prosinca 422.), papa od 28. prosinca 418. do 4. rujna 422. godine.

## Životopis
Nakon smrti prethodnog pape Zosima, pojavila su se dva kandidata za novog papu - prezbiter Bonifacije i arhiđakon Eulalije. Od svojih pristaša obojica su proglašeni za pape. Plašeći se nasilja, intervenirala je carica Gala Placidija i nagovorila zapadnorimskog cara Honorija da obojicu ukloni iz grada. Eulalije je, međutim, prekršio zabranu dolaska u Rim, što je Honorije shvatio kao povod da Bonifacija prizna za papu. Bonifacije, koji je u vrijeme izbora bio star i bolestan čovjek, imao je pontifikat obilježen borbom s pelagijancima, a u čemu je imao podršku svog bliskog prijatelja Augustina. Uspio je nagovoriti istočnog cara Teodozija II. da Ilirik preda pod crkvenu nadležnost Rima. Ponovio je i potvrdio odredbu pape Sotera da žene ne mogu vršiti liturgijske i pomoćne službe, a robovima dopustio pristup u klerike. Nakon smrti 422. je proglašen svecem.